# Allophylus pauciflorus
Allophylus pauciflorus är en kinesträdsväxtart som beskrevs av Ludwig Radlkofer. Allophylus pauciflorus ingår i släktet Allophylus och familjen kinesträdsväxter. Inga underarter finns listade i Catalogue of Life.